# Vollputz
Der Vollputz ist ein in einem Arbeitsgang verarbeitbarer Einlagenputz. 
Traditionell wurden Außenputze immer und Innenputze oft zweilagig aufgebracht, d. h. als Unter- und Oberputz. 
Nur Gipsputze wurden immer schon einlagig verwendet. 
Heute können Putzmörtel durch Kunstharz und andere Zusätze so eingestellt werden, dass sie problemlos einlagig zu verarbeiten sind.
Im Mauerwerk vorhandene grobe Unebenheiten und größere Löcher werden vorab gefüllt.Insbesondere bei glattem Beton muss zunächst ein Haftgrund aufgebracht werden. Ein vollflächiger Belag mit Glasfaser- oder Jutegewebe mit empfohlen. Ohne Armierung oder bei zu geringer Auftragsstärke des Vollputzes können sogenannte Treppenrisse vorkommen (Risse bilden die Fugenstruktur des Mauerwerks nach). 
Wie andere Putze auch ist Lehmputz im Allgemeinen nur dann problemlos einlagig verarbeitbar, wenn eine spezielle Putzmischung gewählt wird.